# Bryum archangelicum
Bryum archangelicum är en bladmossart som beskrevs av Bruch och W. P. Schimper in B.S.G. 1846. Bryum archangelicum ingår i släktet bryummossor, och familjen Bryaceae. Arten är reproducerande i Sverige. Inga underarter finns listade i Catalogue of Life.